# Snow Dome
Le Snow Dome (3 456 m) est une montagne des Rocheuses canadiennes.
Elle est située sur la ligne continentale de partage des eaux d'Amérique du Nord à l'intersection du parc national de Banff, et le parc national Jasper, le long de la frontière séparant la Colombie-Britannique et l'Alberta, et domine le champ de glace Columbia.
La montagne est nommée ainsi, en 1898, par John Norman Collie parce que ses sommets enneigés du massif ressemble à un dôme.
La montagne peut être considérée comme l'un des sommets hydrologiques de l'Amérique du Nord, si l'on considère que la baie d'Hudson fait partie de l'océan Arctique ou de l'océan Atlantique (l'autre sommet est pic Triple Divide dans le parc national de Glacier, au Montana).
L'eau tombant sur son sommet s'écoule dans des bassins de drainage qui se jettent dans l'océan Pacifique (par l'intermédiaire du Fleuve Columbia), dans l'océan Arctique (par l'intermédiaire de la rivière Athabasca, du lac Athabasca et le fleuve Mackenzie), ou dans la baie d'Hudson (par l'intermédiaire de la rivière Saskatchewan-nord).
Du Snow Dome partent plusieurs glaciers, le Dome Glacier au nord-est, le Stutfield glacier au nord-ouest, le Columbia glacier à l'ouest et Athabasca Glacier à l'est. Ils constituent le champ de glace Columbia.
La première ascension a été réalisée en 1898 par John Norman Collie, Hugh Stutfield et Herman Woolley.